# 阿巴迪-迪韦尔莫因
阿巴迪-迪韦尔莫因是葡萄牙布拉加区的一个堂区。总面积0.33平方公里，总人口351人，人口密度1063.6人/平方公里。